# Battaglia del fiume Niemen
La battaglia del fiume Niemen (talvolta nota come la seconda battaglia di Hrodna) fu la seconda più grande battaglia della guerra sovietico-polacca (seconda solo alla battaglia di Varsavia). Si svolse nei pressi del fiume Neman, nel triangolo geografico formato tra le città di Suwałki a nord, Hrodna ad est e Białystok a sud (nei pressi dell'odierno confine tra la Bielorussia e la Polonia). Dopo aver subito una quasi totale sconfitta nella battaglia di Varsavia (agosto 1920), le forze dell'Armata Rossa di Mikhail Tuchačevskij tentarono di stabilire una linea difensiva, contro l'esercito polacco di Józef Piłsudski che contrattaccava cercando di spingersi verso nord dal confine polacco-lituano, in direzione Hrodna. Tra il 15 settembre e il 25 settembre 1920, i polacchi sconfissero ancora una volta i sovietici. Dopo la battaglia di metà ottobre del fiume Szczara, l'esercito polacco aveva raggiunto la linea Ternopil'-Dubno-Minsk-Dryssa.
Sebbene questa parte del conflitto sia di solito indicata come una battaglia nella storiografia polacca e russa, alcuni storici sostengono che si trattava di qualcosa di più che un'operazione militare, poiché sarebbe da includere una serie intera di schermaglie combattute spesso a diverse centinaia di chilometri di distanza.

## Antefatti
Dopo la battaglia di Varsavia a metà agosto, gli eserciti al centro del fronte russo caddero nel caos. Mikhail Tuchačevskij ordinò un ritiro generale verso il fiume Bug, ma in quel momento aveva già perso il contatto con la maggior parte delle sue forze situate ancora vicino a Varsavia, e tutti i piani bolscevichi erano stati compromessi a causa di problemi di comunicazione. Gli eserciti russi si ritirarono in modo disorganizzato, con intere divisioni in preda al panico e alla disperazione. La sconfitta dell'Armata Rossa fu così grande e inaspettata che i detrattori di Piłsudski, piuttosto che esaltare le gesta delle truppe polacche, parlano di "Miracolo della Vistola". Documenti precedentemente sconosciuti rinvenuti nell'Archivio militare centrale polacco nel 2004 hanno dimostrato che la riuscita manomissione dei canali delle comunicazioni radio dell'Armata Rossa è avvenuta per mano dei crittografi polacchi e ha giocato un ruolo chiave per la vittoria.
Nonostante la vittoria, il contrattacco polacco nella battaglia di Varsavia creò una situazione difficilmente gestibile per il comandante polacco in capo Józef Piłsudski. La maggior parte delle sue forze erano infatti site a nord, mentre il grosso delle truppe russe era accampato a est del fronte. Per questo motivo, l'esercito polacco necessitava di tempo per riorganizzarsi e raggrupparsi prima che potesse essere allestita una nuova offensiva. Il generale russo Mikhail Tuchačevskij, intuita la situazione, ne approfittò per stabilire una linea difensiva lungo il fiume Niemen, in quel momento lontano dalle forze biancorosse. Il nuovo fronte sovietico correva dalla linea di demarcazione russo-lituana nel nord, attraversava le fitte foreste e paludi della Polesia e poi giungeva alla città di Hrodna, in Bielorussia, un insediamento chiave.

## Forze in campo

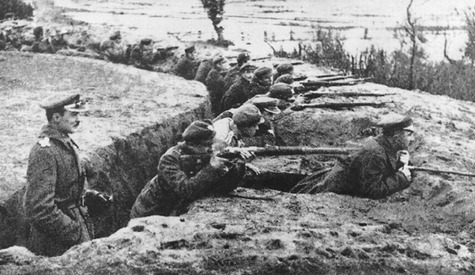
Scatto della battaglia

Sia l'esercito polacco che l'Armata Rossa subirono gravi perdite nel corso della guerra, specialmente durante l'offensiva estiva russa del 1920. Inoltre, entrambi gli schieramenti si stavano ancora organizzando, sia pur con obiettivi diametralmente opposti. Ad agosto, i polacchi mobilitarono quasi 1 milione di uomini, il che permise loro di puntellare la maggior parte delle unità in prima linea, facendo salire di circa il 50-60% il numero precedente. Di questi rinforzi, quasi 350 000 erano in servizio attivo sul fronte orientale, mentre gli altri prestavano servizio in altre unità o si stavano ancora addestrando. Le brigate e le divisioni polacche erano generalmente mal equipaggiate, ma comandate da ufficiali esperti, veterani della Grande Guerra e della successiva Guerra polacco-ucraina. Analizzando attentamente la situazione, con le forze fresche che giungevano al fronte quasi ogni settimana, le riserve della C-i-C polacca erano sufficienti per scatenare un attacco offensivo.
L'Armata Rossa subì gravi perdite nella battaglia di Varsavia in agosto e non riuscì a riorganizzarsi. Sebbene si disponesse di nuove reclute o di uomini non addestrati in maniera quasi illimitata, le unità sovietiche non erano capeggiate da ufficiali esperti. Inoltre, nel corso della guerra, l'esercito di Mosca aveva perduto gran parte della sua artiglieria, di solito utilizzata sul campo di battaglia in situazioni di estrema difficoltà contro il nemico in avanzata; ciò permise ai polacchi di disporre di un vantaggio non indifferente, che infatti si sarebbe poi rivelato decisivo. Inoltre, le forze aeree russe erano limitate nel numero oltre che impreparate a gestire un assalto, mentre l'esercito polacco poteva usare i pochi velivoli di cui a sua volta disponeva per anticipare con successo le mosse avversarie e condurre operazioni di sabotaggio e ricognizione oltre le linee nemiche.
L'Armata Rossa si ritrovava sparpagliata su più fronti. Il fronte occidentale contava più di 700 000 soldati ad inizio agosto. Tuttavia, la maggior parte fei combattenti era stata fatta prigioniera dai polacchi, spedita nella Prussia orientale oppure era caduta in battaglia. Dopo l'arrivo di 68 000 effettivi di rinforzo a fine agosto e di altri 20 500 a settembre, le forze di Tuchačevskij crebbero di circa il 20-40% rispetto ai mesi precedenti. Tuttavia, sia il morale che le capacità di combattimento delle truppe russe avevano subito un drastico ridimensionamento.

## La battaglia
Il quartier generale russo sopravvalutò seriamente i propri uomini. Sergei Kamenev ordinò a Tuchačevskij di organizzare una controffensiva su larga scala non appena la riorganizzazione delle forze russe fosse stata completata. Entro il 26 agosto i russi riuscirono a presidiare la linea Neman-Ščara-Svislač, anche con il supporto di chi era sfuggito dalla disastrosa battaglia di Varsavia. Nuovi rinforzi stavano giungendo dalla Russia continentale ogni giorno e a metà settembre Tuchačevskij riuscì a rimpiazzare la maggior parte delle divisioni perse nel mese precedente. Le sue forze salirono rapidamente a oltre 73 000 uomini e 220 pezzi di artiglieria.
Seguendo gli ordini di Kamenev, Tuchačevskij progettò un'offensiva di tre armate: la 3ª (sei divisioni comandate da Vladimir Lazarevič), la 15ª (quattro divisioni agli ordini di August Kork) e la 16ª (quattro divisioni sotto Nikolai Sollogub). Le forze russe dovevano dirigersi verso sud, riconquistando la fortezza di Brest e Białystok, con l'obiettivo finale di espugnare Lublino. Lì i sopravvissuti avrebbero atteso ulteriori rinforzi provenienti da sud e di guardia presso le paludi del Pryp"jat' in Ucraina. Era a sud che si concentravano le truppe con più esperienza alle spalle oltre che gli uomini che potevano lasciare la Russia in quel tempo altresì alle prese con una guerra civile.
L'obiettivo principale di Józef Piłsudski era riorganizzare le sue forze e rompere le linee nemiche lungo il Neman prima che le difese russe si irrobustissero, mandando a monte ogni ipotetico tentativo di contrattacco nemico. Il 10 settembre, durante un incontro dello stato maggiore con i suoi generali, Piłsudski studiò un piano per un'importante operazione vicino ai fiumi Neman e Shchara. Due armate polacche (2ª agli ordini del generale Edward Rydz e 4ª al seguito del generale Leonard Skierski) dovevano sbaragliare le forze principali russe con un attacco frontale contro Hrodna e Wołkowysk (odierna Vaŭkavysk, in Bielorussia). Allo stesso tempo, un troncone distaccatosi dalla 2ª armata doveva superare i russi a nord, avanzando su un percorso tracciato tra Sejny e Druskienniki (moderna Druskininkai) controllata dai soldati lituani: una volta fatto ciò, l'esercito russo sarebbe stato attaccato alle spalle nei pressi di Lida. A sud, la 4ª armata doveva assaltare Wołkowysk e prepararsi a completare l'accerchiamento.
La prima azione militare fu avviata il 20 settembre, con la 21ª divisione (Alpina) che attaccò Hrodna, sostenuta dalla Divisione Volontaria e dalla 3ª Divisione Legionaria su entrambi i fianchi. Tra il 23 e il 25 settembre la battaglia vide i russi ammassarsi per pareggiare i biancorossi. Tuttavia, l'attacco dal fianco del gruppo Suwalki del generale Osinski, la 1ª Divisione Legionaria e la 1ª Divisione lituano-bielorussa di Sejny, riuscirono lo stesso a piegare Druskienniki il 23 settembre e tagliarono la linea di rifornimento della 3ª Armata sovietica presso la ferrovia Hrodna-Vilnius. La cavalleria polacca raggiunse Radun' e in seguito Lida. Il 26 settembre, la cavalleria del generale Krajowski giunse a Pinsk e tagliò la linea di rifornimento della 4ª Armata sovietica. Tuchačevskij ordinò la ritirata delle truppe ancora situate presso il corso d'acqua. La superiorità militare polacca, ribadita ancora una volta, portò alla conclusione del conflitto di lì a breve.